# Santa Bárbara (departement)
Departamento de Santa Bárbara är ett departement i Honduras. Det ligger i den västra delen av landet, 160 km nordväst om huvudstaden Tegucigalpa. Antalet invånare är 368 298. Arean är 5 024 kvadratkilometer.
Terrängen i Departamento de Santa Bárbara är bergig.
Departamento de Santa Bárbara delas in i kommunerna:
1. Arada
2. Atima
3. Azacualpa
4. Ceguaca
5. Chinda
6. Concepción del Norte
7. Concepción del Sur
8. El Níspero
9. Gualala
10. Ilama
11. Las Vegas
12. Macuelizo
13. Naranjito
14. Nueva Frontera
15. Nuevo Celilac
16. Petoa
17. Protección
18. Quimistán
19. San Francisco de Ojuera
20. San José de Colinas
21. San Luis
22. San Marcos
23. San Nicolás
24. San Pedro Zacapa
25. Santa Bárbara
26. Santa Rita
27. San Vicente Centenario
28. Trinidad

Följande samhällen finns i Departamento de Santa Bárbara:

- Macuelizo
- Santa Bárbara
- Las Vegas
- Azacualpa
- San Luis
- Gualala
- Trinidad
- Tras Cerros
- San José de Colinas
- Naco
- San Marcos
- Naranjito
- Pinalejo
- San Nicolás
- Quimistán
- El Ciruelo
- Arada
- Sula
- El Níspero
- San Vicente Centenario
- La Flecha
- Protección
- El Mochito
- Ilama
- Agualote
- Atima
- Santa Rita
- San José de Tarros
- Laguna Verde
- Gualjoco
- Camalote
- Azacualpa
- Guacamaya
- Ceguaca
- Joconal
- Correderos
- San Luis de Planes
- Nueva Jalapa
- Loma Alta
- Petoa
- San Pedro Zacapa
- Berlín
- Concepción del Sur
- El Corozal
- Callejones
- Casa Quemada
- Macholoa
- Chiquila
- La Reina
- Nuevo Celilac
- El Ermitano
- Concepción del Norte
- Potrerillos
- San José de Oriente
- San Francisco de Ojuera
- Santa Cruz Minas
- La Unión